# El Cruzado
El Cruzado fue una publicación periódica editada entre 1887 y, al menos, 1889 en la ciudad española de Madrid, durante la Restauración.

## Historia
Descrito como un «semanario católico» y carlista, fue editado en Madrid. Habría aparecido bajo el subtítulo «periódico de intereses sociales y religiosos». Aparecía los miércoles y fue dirigido por Leoncio González Granda. Su primer número se publicó a últimos de noviembre o primeros de diciembre de 1887, según José Navarro Cabanes. Se imprimía en la Imprenta de M. P. Montoya, en la calle de San Cipriano n.º 1, en números de cuatro páginas de 44 x 32, a tres columnas. Su suscripción por un mes costaba una peseta, con derecho a recibir tres ejemplares de cada número o bien un número de El Cruzado y otro de El Cabecilla.
Todo su texto estaba dedicado a la propaganda católica, así como a combatir a otras publicaciones, como Las Dominicales del Libre Pensamiento y El Motín. Entre sus secciones se encontraban: «Montón de frutos laicos», «Manojo de flores místicas», y en sus artículos de serie figuraban «El hombre-mono» y «El proceso del libre pienso». Aunque casi todos sus artículos eran anónimos o estaban firmados con iniciales, se sabe que colaboraron en el periódico Valentín de Nóvoa, Antonio de Gándara y Martín Bretón Segura.
Cesó en julio de 1888 y reapareció a últimos de octubre, en una segunda época, en la que modificaría su cabecera: desapareció el nombre del director y se incluyó el del administrador, Ángel B. Velasco. Continuó la numeración previa, de modo que el 14 de marzo de 1889 se publicaba el número 50. Sin embargo reiniciaría la numeración, pues el 4 de abril de 1889 apareció el número 7.